# Ushiberd
Ushiberd  (en armenio: Ուշիբերդ) son los restos de una antigua fortaleza de la Edad de Hierro situada sobre una colina a las afueras del pueblo de Ushi en la provincia de Aragatsotn de Armenia.

## Descripción
Se encuentra su mayor parte en ruinas a excepción de algunos muros que rodeaban la fortaleza, que se encuentran alrededor del borde de la colina. Dentro de la zona que fue una vez el interior de la fortaleza hay grandes montones de piedras de gran tamaño, que anteriormente habían formado parte de las paredes y estructuras interiores. 
Justo al comienzo de la colina y en un lugar un poco alejado de lo que una vez fue un lugar de asentamiento de entre los siglos III y I aC, se encuentra el monasterio de San Sargis edificado entre los siglos VII y XIII. Cerca de allí por la carretera principal que conduce de Ushi al monasterio y la fortaleza hay una pequeña capilla del siglo X.

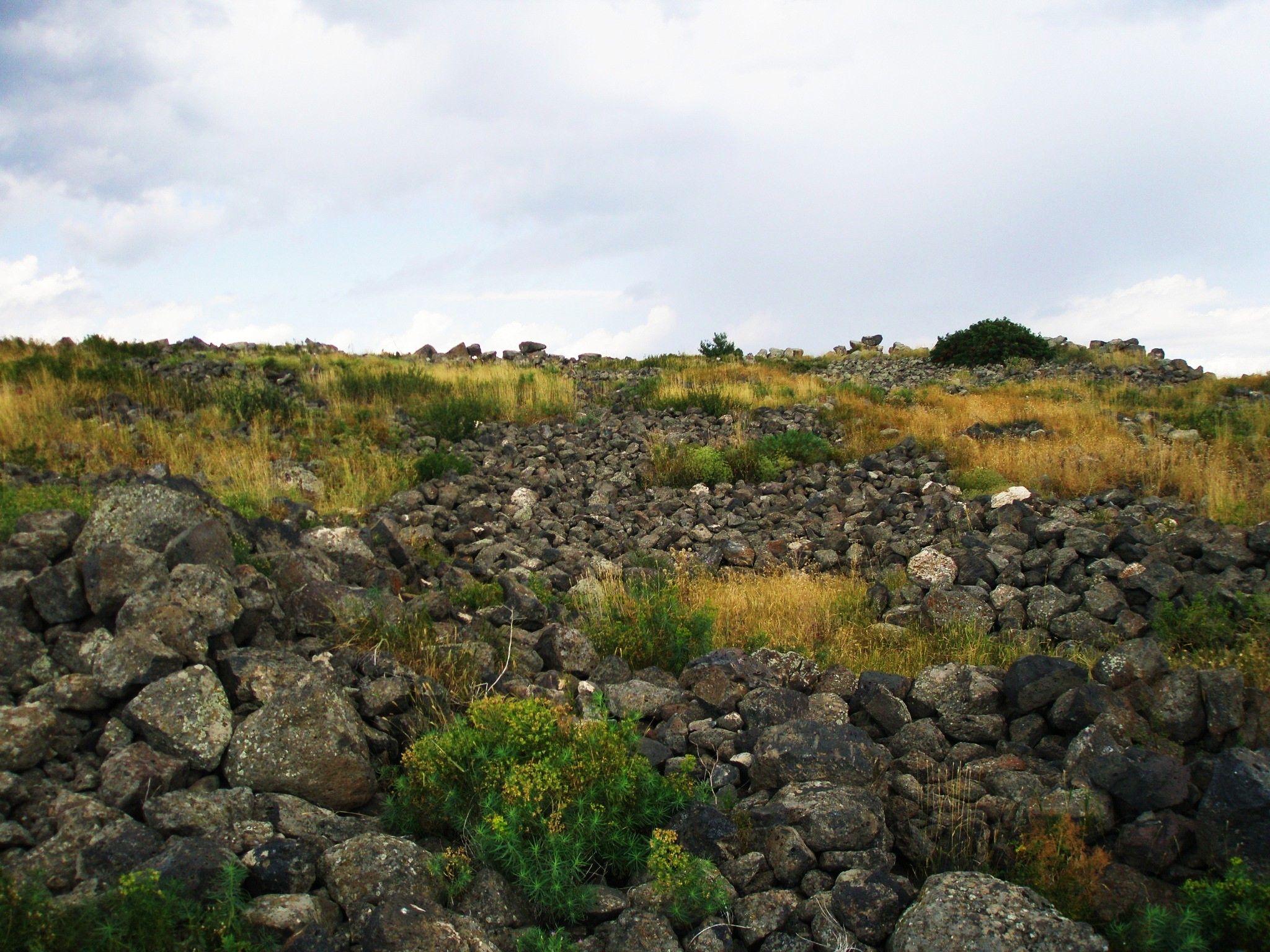
Restos de la fortaleza en la parte superior de la colina.
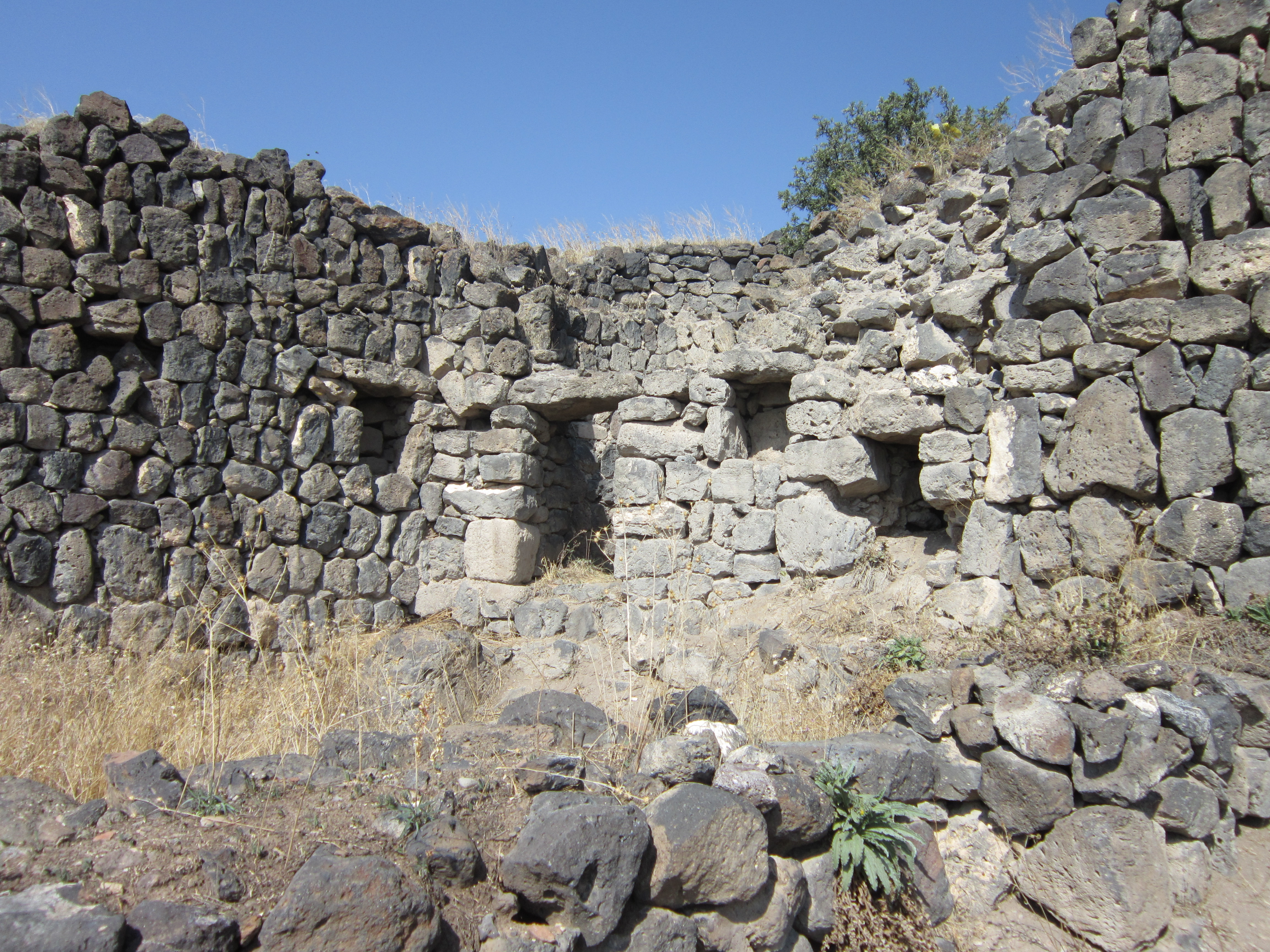
Monasterio de San Sargis.